# Cowboys & Aliens
Cowboys & Aliens es una película estadounidense de ciencia ficción y aventuras de 2011, dirigida por Jon Favreau, protagonizada por Daniel Craig, Olivia Wilde, Harrison Ford, Sam Rockwell, Paul Dano, Clancy Brown, Ana de la Reguera y Noah Ringer, y basada en la novela gráfica del mismo nombre. Se estrenó en los cines de Estados Unidos, Canadá e India el 29 de julio de 2011, en agosto de 2011 en Latinoamérica (salvo en Venezuela, donde se estrenó el 2 de diciembre) y en España el 2 de septiembre de 2011.

## Argumento
En el Territorio de Nuevo México de 1873, un hombre despierta herido en el desierto con un extraño brazalete de metal atado a su muñeca izquierda y sin memoria. Tras acabar con unos bandidos que intentan atacarlo, demostrando ser un rudo y hábil peleador, viaja hasta llegar a un pequeño pueblo llamado Absolution, donde el predicador Meacham trata su herida. 
En el lugar, Percy, el malcriado hijo de un ganadero rico y poderoso, comienza a causar alboroto y luego intenta intimidar al extraño quien lo golpea, iniciando un incidente que acaba cuando el sheriff John Taggart encarcela a Percy por dispararle a su ayudante y al extraño tras reconocerlo como Jake Lonergan, un peligroso forajido; Jake se resiste al arresto, pero una misteriosa mujer llamada Ella Swenson interfiere y lo calma. 
Taggart y sus hombres se preparan para transportar a Jake y Percy a Santa Fe para ser juzgados. El padre de Percy, el coronel Woodrow Dolarhyde llega con hombres armados, exigiendo que liberen a Percy y también quiere a Jake, quien le ha robado oro. Durante el enfrentamiento, el brazalete de Jake se activa emitiendo una alarma cuando una naves alienígenas comienzan a atacar el pueblo y secuestran a Percy, Taggart y otros habitantes. Durante la emboscada, el brazalete de Jake se transforma inexplicablemente, convirtiéndose en un arma de energía con la cual derriba una nave, poniendo fin al ataque.
Los habitantes del pueblo son incapaces de comprender que cosa son los seres que los atacaron, pero forman una cuadrilla para rastrear a un extraterrestre herido que escapó de la nave derrivada; el grupo, termina liderado por Emma, Dolarhyde, Emmett, el pequeño nieto de Taggart; Meacham; Doc, el cantinero que desea salvar a su esposa y Nat, el joven guardaespaldas de Percy que idolatra a Dolarhyde pero que es despreciado por éste debido a su origen nativo.
Jake viaja a una cabaña abandonada y, en un flashback, recuerda haber regresado con oro robado y haber sido secuestrado, junto con su esposa Alice, por los extraterrestres. Al recuperar la memoria, Jake se une a la cuadrilla. Por la noche, acampan en un barco de vapor que los extraterrestres abdujeron y tiraron en medio del desierto; durante la noche, un extraterrestre los ataca y mata a Meacham, quien se sacrifica para salvar a Emmett.
Por la mañana, la mayor parte de la cuadrilla ha desertado, y la antigua banda de Jake ataca al resto. Jake, quien robó el botín de la banda tras su último atraco, intenta sin éxito retomar el control, pero es derrotado. Su brazalete se enciende de nuevo, lo que significa que los alienígenas están cerca, y logra matar al nuevo líder de la banda, permitiendo que la cuadrilla escape. Los alienígenas atacan de nuevo y secuestran a varios forajidos, incluyendo a Ella. Jake derriba la nave con Ella, pero el piloto sobrevive al impacto y mata a Ella antes de que Jake lo mate con su brazalete.
El grupo restante es capturado por una tribu apaches chiricahua que los culpan por los ataques alienígenas. Uno de los guerreros arroja el cadáver de Ella al fuego para quemarlo, y mientras el Jefe Apache se prepara para matarlos, ven a Ella resucitada y emergiendo del fuego. Ella revela ser de otra raza alienígena, que ha viajado a la Tierra en busca de venganza ya que los invasores destruyeron su mundo natal. Los alienígenas, no son más que piratas espaciales que viajan saqueando oro y secuestrando personas para experimentar, tienen armamento superior y son mucho más fuertes y resistentes que los humanos; solo el arma de muñeca de Jake o una bala bien apuntada de un rifle pueden matarlos con un solo disparo. 
Ella les dice que los atacantes anteriores eran solo exploradores. También les explica que ser abducido daña la memoria de la víctima y que en cada caso la gravedad es aleatoria, pero que necesitan ayudar a Jake a recordar ya que pudo ver el paradero de los alienígenas y argumenta que deben derrotarlos antes de que los invasores exterminen toda la vida en la Tierra. El Jefe Apache dice que su gente se unirá a la lucha y le proporciona una medicina del curandero apache que restaura la memoria de Jake, quien recuerda cómo vivisecaron a Alice y cuando el científico alienígena se preparaba para experimentar con él, logró escapar tras herirlo y robar su brazalete. También recuerda la ubicación de la nave nodriza.
Con este conocimiento, planean atacar la base alienígena. Dolarhyde intenta tomar el mando del grupo original y de los apaches, pero estos lo odian ya que durante la guerra fue un militar implacable contra tribus y solo la intervención de Nat les permite unirse como grupo. Aun así Dolarhyde, desconfiando de Nat y la tribu pide a Emma traducir cuando los oye conversar, descubriendo solo que Nat les explica como en realidad su patrón es un guerrero honorable que lo acogió y protegió desde niño enseñándole a ser fuerte y recto, lo que realmente conmueve al hombre. Jake logra convencer a su antigua pandilla de que huir de los alienígenas no funcionará y que es mejor morir luchando, así que se reúnen con la cuadrilla.
Después de que los grupos combinados maniobran a los alienígenas para una batalla terrestre, Jake y Ella logran colarse a bordo de la nave y buscar a los habitantes del pueblo. Durante la batalla, Dolarhyde es atacado por un alienígena y Nat lo salva a costa de su vida, pero yéndose en paz tras oír a su jefe decirle que él era todo lo que siempre deseó en un hijo. Doc logra matar un alienígena con un disparo de escopeta en la cabeza. 
Jake y Ella liberan a los cautivos y se adentran en la nave ya que Ella explica que el brazalete puede destruir la nave, pero luego le quita el aparato a Jake y lo deja atrás. Dolarhyde entra en la nave, rescata a Jake y ambos hombres escapan de la nave después de matar al alienígena responsable de la muerte de Alice. 
La nave despega mientras los extraterrestres restantes huyen de la Tierra para reunirse con el grueso de la fuerza invasora e informar de la existencia del planeta, pero Ella, que permanece a bordo, se sacrifica entrando en el núcleo de la nave y activando la autodestrucción del brazalete, haciendo explotar la nave.
Tras la desaparición de los extraterrestres, los habitantes rescatados comienzan a salir del trance y mientras que el sheriff y la esposa de Doc recuperan progresivamente su memoria, Percy ha perdido definitivamente todos sus recuerdos, cosa que su padre aprovecha para criarlo adecuadamente esta vez, ayudando a reconstruir el pueblo gracias a los yacimientos de oro descubiertos por los extraterrestres y con una mejor relación con la tribu apache. 
Aunque Jake está dispuesto a entregarse a la justicia, el sheriff y Dolarhyde deciden declarar que murió en la invasión, permitiéndole abandonar el pueblo e iniciar así una nueva vida.

## Reparto
- Daniel Craig como Jake Lonergan.
- Harrison Ford como el Coronel Woodrow Dolarhyde.
- Olivia Wilde como Ella Swenson.
- Sam Rockwell como Doc, el cantinero.
- Paul Dano como Percy Dolarhyde.
- Clancy Brown como reverendo Meacham.
- Noah Ringer como Emmet Taggart
- Adam Beach como Nat Colorado.
- Ana de la Reguera como María.
- David O'Hara como Pat Dolan.
- Toby Huss como Roy Murphy.
- Raoul Trujillo como el jefe Cuchillo Negro.
- Paul Ortega como el médico apache.
- Wyatt Russell como el pequeño Mickey.

## Estreno
Cowboys & Aliens se estrenó mundialmente en la San Diego Comic-Con International de San Diego el 23 de julio de 2011. Se estrenó comercialmente en Estados Unidos y Canadá el 29 de julio de 2011, y en otros territorios en los fines de semana siguientes. Paramount Pictures International también estrenó la película en cines IMAX de todo el mundo, como hizo con la anterior película de Favreau, Iron Man 2.